# Dédé
Dédé, właśc. Adérito Waldemar Alves De Carvalho (ur. 4 lipca 1981 w Luandzie) – angolski piłkarz grający na pozycji lewego pomocnika.

## Kariera klubowa
Dédé wychował się w klubie Académica Petróleos do Lobito wywodzącego się z jego rodzinnego miasta Lobito. Do 2003 roku występował w jego barwach w drugiej lidze Angoli. Wtedy też wyjechał do Portugalii i został piłkarzem czwartoligowego klubu O Elvas CAD. Tam występował do 2005 roku i wówczas przeszedł do CD Portosantense, grającego w trzeciej lidze, a już po roku trafił do drugoligowego CD Trofense. W 2007 roku podpisał kontrakt z pierwszoligowym FC Paços de Ferreira. Następnie grał we francuskim AC Arles, rumuńskim FC Timiszoara, a także cypryjskich drużynach Olympiakos Nikozja i AEL Limassol.
W 2014 roku Dédé odszedł do Benfiki Luanda.

## Kariera reprezentacyjna
W 2008 roku Dedé znalazł się w reprezentacji Angoli na Puchar Narodów Afryki 2008. Debiutował w meczu z Senegalem.